# За явною перевагою
«За явною перевагою» («За явным преимуществом») — радянський художній фільм 1986 року, знятий режисером Володимиром Сарухановим на Кіностудії ім. М. Горького.

## Сюжет
Герої фільму — десятикласники, які захоплюються боксом під керівництвом тренерів.

## У ролях
- Олег Старосоцький — Митя Климов
- Ніна Саруханова — Таня Тюрікова
- Володимир Борисов — Ігор Самобаєв
- Ігор Буланцев — роль другого плану
- Паул Буткевич — Сумароков
- Армен Джигарханян — Трунов
- Євген Феофанов — роль другого плану
- Алефтіна Євдокимова — роль другого плану
- Данута Столярська — Віра Олексіївна
- Геннадій Фролов — роль другого плану
- Борис Дергун — роль другого плану
- Зоя Толбузіна — епізод

## Знімальна група
- Режисер — Володимир Саруханов
- Сценарист — Анатолій Мадорський
- Оператор — Олексій Чардинін
- Композитор — Володимир Комаров
- Художник — Ольга Беднова